# 1972年ミュンヘンオリンピックのフィンランド選手団
1972年ミュンヘンオリンピックのフィンランド選手団（1972ねんミュンヘンオリンピックのフィンランドせんしゅだん）は、1972年8月26日から9月11日にかけて西ドイツのミュンヘンで開催された1972年ミュンヘンオリンピックのフィンランド選手団、およびその競技結果。

## 概要
今大会は金メダル3個、銀メダル1個、銅メダル4個の合計8個のメダルを獲得した。

## メダル
| メダル | 選手名             | 競技 | 種目          |
| ------ | ------------------ | ---- | ------------- |
| 金     | ペッカ・バサラ     | 陸上 | 男子1500m     |
| 金     | ラッセ・ビレン     | 陸上 | 男子5000m     |
| 金     | ラッセ・ビレン     | 陸上 | 男子10000m    |
| 銅     | タピオ・カンタネン | 陸上 | 男子3000m障害 |